# Senta Maria Schmid
Senta Maria Schmid (* 27. März 1908; † 27. Januar 1992 in Tegernsee) war eine deutsche Choreographin, Tänzerin und Inhaberin einer Ballettschule in München-Solln.

## Familie und Herkunft
Senta Maria (Künstlername) wurde, vermutlich in Zwickau, als Tochter des seinerzeit bekannten Tierverhaltensforschers Professor Bastian Schmid (1870–1944) geboren. Bastian Schmid war Verfasser von zahlreichen populären Tierbüchern, und 1953 wurde in München-Solln der Bastian-Schmid-Platz nach ihm benannt. Auf dem Grundstück der Familie in der Sollner Natalienstraße (heute Buchauerstraße) 20, in dessen Garten sich Bastian Schmid im Laufe der Zeit über 500 Tiere, wie Ameisenbären, Affen, Störche, Dohlen, Wölfe und Lämmer hielt, baute Senta Maria ungefähr im Jahre 1958 an das Haus ein Ballettstudio an, das jedoch später wieder abgerissen wurde.

## Leben und Wirken bis 1939
Bereits 1920 als Zwölfjährige veranstaltete die schon im Kindesalter tänzerisch begabte Senta Maria erste eigene Tanzabende. Nach einer Ausbildung in der Tanzschule von Dorothee Günther war sie bereits um 1928 eine allgemein bekannte Tänzerin, wie kontemporäre Postkarten beweisen.
Um 1932 schuf Senta Maria die Choreographie zu ihrem Stück „Chorisches Krippenspiel“, zu dem August Schmid-Lindner die Musik komponierte.
1935 wirkte sie an der Choreographie und Aufführung von historisierenden Tanzkantaten mit. Im gleichen Jahr war sie auch mit der tänzerischen Leitung von Singspielen im Kaiserhof der Münchner Residenz betraut und übernahm die Einstudierung der Tänze zu einer Aufführung von Viel Lärm um nichts in einem Bühnenbild von Leo Pasetti zur Musik von Robert Tant.
Sie wirkte auch an zahlreichen Aufführungen in der Schweiz mit. Im Jahre 1938 wurde ihre Choreographie zum Volksliederspiel Ewiger Reigen, einer Gemeinschaftsarbeit mit dem Münchner Kammervirtuosen Heinrich Scherrer (1865–1937), im Programmbuch und Textheft des Verkehrsvereins zu den Festlichen Münsterspielen Bern erwähnt, und in zahlreichen Zeitungen und Journalen wurden Rezensionen hierzu veröffentlicht, wie etwa in der katholischen Zeitschrift Hochland von Carl Muth.

## Ab 1939
Auch 1939 war sie an den Münsterspielen in Bern mit ihrem mittelalterlichen Legendenspiel Der Gaukler unsrer lieben Frau zur Musik von Rudolf Moser vertreten. Dieses Mysterienspiel kam später auch in Stuttgart 1948 und München 1949 zur Aufführung.
In den Kriegsjahren hielt sich Senta Maria zudem häufig im Hause ihrer Freundin Rose-Marie Bachofen, der Lebensgefährtin und späteren Ehefrau von Waldemar Bonsels, in Ambach auf.
Ungefähr im Herbst 1940 entwarf Senta Maria die Inszenierung und Choreographie des Romanfragments Münchnerinnen von Ludwig Thoma im Stil historischer Schäferspiele. Mit musikalischer Begleitung durch das Studeny-Quartett (Herma Studeny, Lotte Harburger, Alf Beckmann, Karl List) und Franz Hoffmann am Kontrabass kam es zur Aufführung des Stücks Der gefoppte Schäfer im Herkulessaal der Münchner Residenz, wobei Senta Maria die Rolle der Gärtnerin und Lieselotte Berndl die Rolle der Schäferin spielte. Senta Marias Tanzgruppe gehörten neben Rose-Marie Bachofen auch einige wenige weitere Mitglieder der Schule von Dorothee Günther an.
Im Rahmen der Mozart-Woche des Deutschen Reiches 1941 hatte Senta Maria die tänzerische Leitung bei Aufführungen von Così fan tutte in München und anderen Städten. Sodann ging ihre Truppe mit der Pantomime „Das Verrückte Tischl“, einer Mozart-Bearbeitung von August Schmid-Lindner, sowie den Stücken Der gefoppte Schäfer und Eine kleine Nachtmusik auf Tournee und gastierte in Regensburg, Meersburg am Bodensee (18. August 1941) und weiteren Spielorten. Dies brachte Senta Maria den Ehrentitel einer Sendbotin und Fackelträgerin der Münchner Tanzkunst ein.

## Nach 1945
Im Zuge der Nachkriegswirren gelangte der Komponist Mark Lothar von Berlin nach München und wurde von der Sängerin Felicie Hüni-Mihacsek mit Senta Maria bekannt gemacht, die ihm für einige Zeit zwei Räume in ihrem Haus zur Verfügung stellte. Es entwickelte sich eine langjährige Freundschaft und künstlerische Zusammenarbeit, in der Senta Maria einige Kompositionen Lothars tänzerisch verwertete und auch selbst das zugehörige Libretto verfasste, wie etwa für die Stücke Allgäuer Ballade und Die Hirtenflöte.
Ende April 1950 gastierte Senta Maria im Saal des Kaufmännischen Vereins in Basel mit der Aufführung von Grotesktänzen.

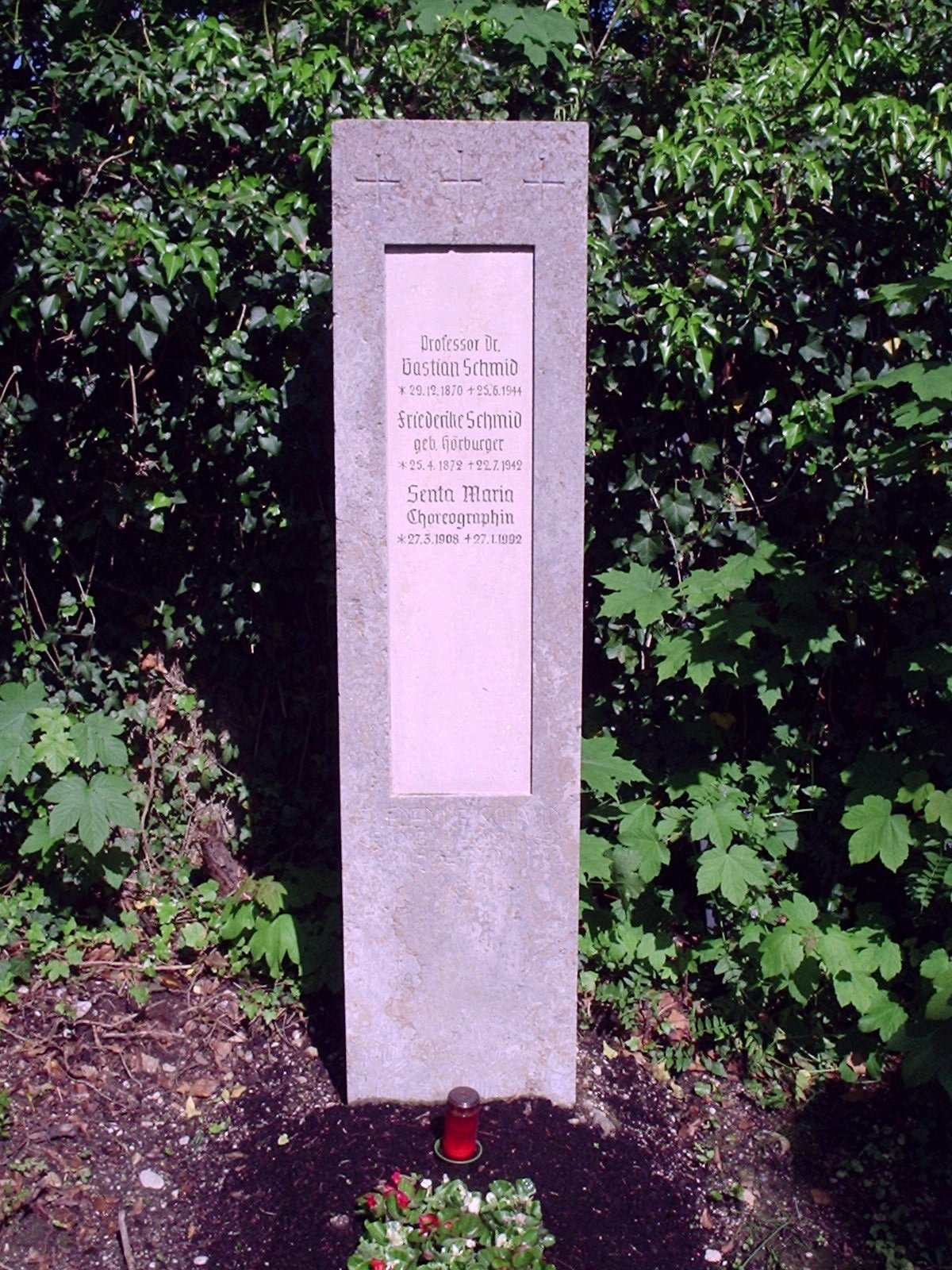
Grabstätte Bastian und Senta Maria Schmid, Solln

Im Anbau an das väterliche Haus eröffnete sie um 1958 zusammen mit Marianne Köhler das staatlich anerkannte Tanzstudio Senta Maria und Studiobühne, das heute jedoch nicht mehr besteht. Mit dem Kindertanztheater aus ihrem Studio führte sie am 11. November 1979 DIE HIRTENFLÖTE und EIN FEST FÜR KINDER sowie am 15. März und Dezember 1981 ZWÖLF MIT DER POST im Bayerischen Staatsschauspiel auf. Insgesamt veröffentlichte sie nicht weniger als fünfzehn derartige Choreografien für Kindertanzspiele, die auf großen Bühnen, wie den Kammerspielen, Musikakademie und dem Residenztheater München aufgeführt wurden. Dabei waren auch die Bühnenbildnerinnen Doris Hüsgen, Carla von Branca und die Komponisten Mark Lothar oder Michael Rüggeberg beteiligt. Senta Maria gastierte in der Nachkriegszeit während drei Jahrzehnten als Choreografin und mit ihren Ein-Mann-Pantomimen auf insgesamt über 1000 europäischen Bühnen, und ihr wurde das Verdienstkreuz 1. Klasse der Bundesrepublik Deutschland verliehen.
Nach dem Tode ihrer engsten langjährigen Mitarbeiterin Marianne Köhler verkaufte Senta Maria um 1987 jedoch das Sollner Tanzstudio, das einem modernen Wohnhaus weichen musste, und zog in ein Seniorenheim unweit des Tegernsees, wo sie 1992 verstarb. Sie hatte keine Nachkommen und wurde im Familiengrab ihres Vaters auf dem Friedhof Solln bestattet.

## Werke (Auswahl)
- Festliche Münsterspiele, Bern 1939. Der Gaukler unsrer lieben Frau: Ein mittelalterliches Legendenspiel Gestaltet v. Senta Maria. Musik v. Rudolf Moser. Verlag K. J. Wyss Erben, Bern 1939[17]
- Festliche Münsterspiele, Bern 1938. Ewiger Reigen: Tanzkantate alter Volkslieder, von Senta Maria und Heinrich Scherrer. Programm und Textbuch. Verlag K. J. Wyss Erben, Bern 1938
- Senta Maria: Der tänzerische Geist in der Musik Mark Lothars, in: Alfons Ott: Mark Lothar, Süddeutscher Verlag, München 1968